# Podkłótka
Podkłótka – proste w przygotowaniu danie kuchni kresowej; popularna zupa spożywana wśród chłopstwa i niższych warstw społecznych.
Podkłótkę przygotowywano z roztopionej słoniny lub sadła, które zalewano wrzącą wodą lub mlekiem i zagotowywano. Następnie wpuszczano lane ciasto, na koniec dodawano ziemniaki. Konsystencja podkłótki powinna być zawiesista. Wrzącą potrawę solono i zaprawiano surowym jajkiem, które rozkłócano (stąd nazwa) w przygotowanej zupie. Potrawę tę przypomniała w powieści Boża podszewka Teresa Lubkiewicz-Urbanowicz, opisując, że była częstym posiłkiem w dzień powszedni.